# 菌圃

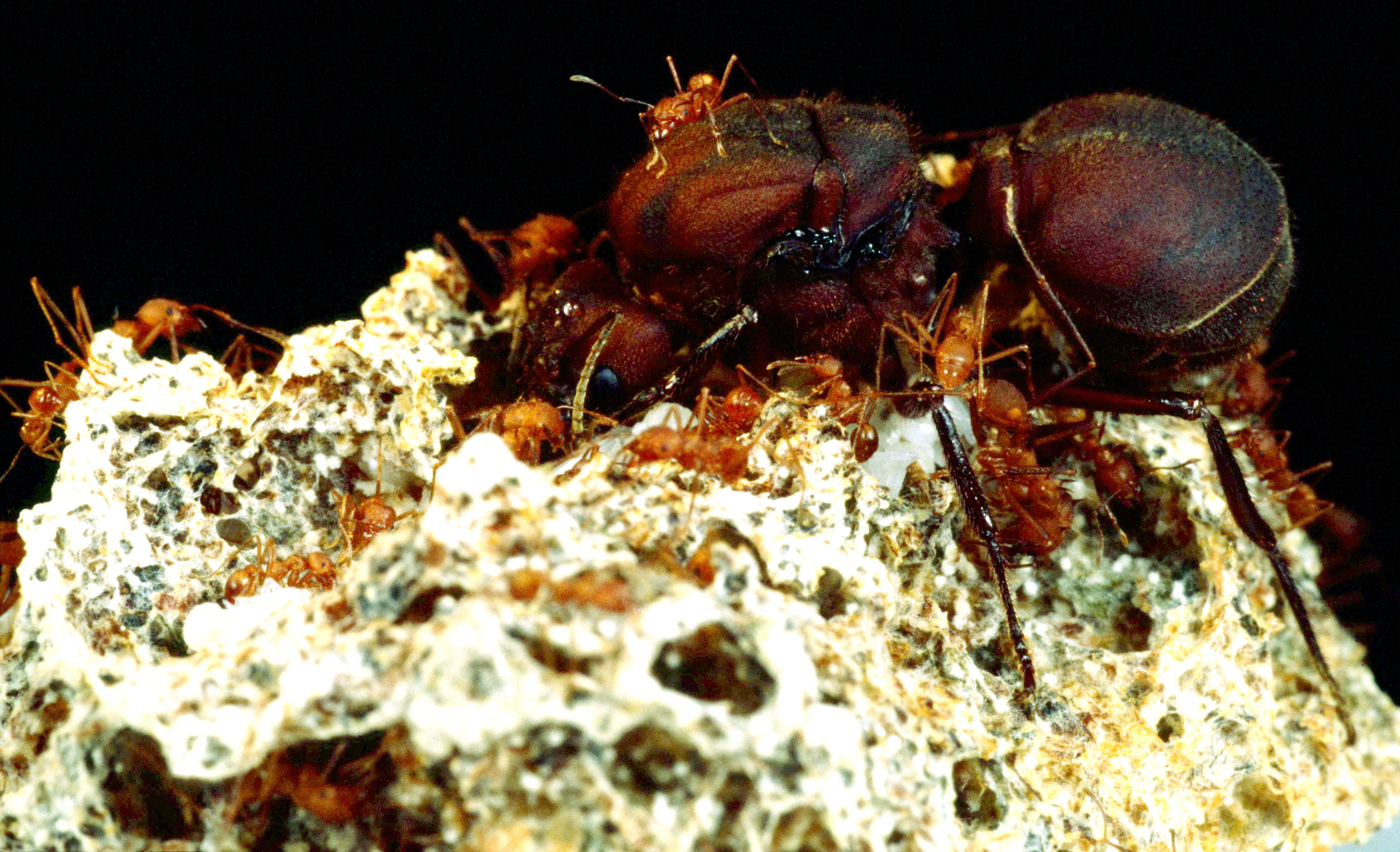
哥伦比亚芭切叶蚁（Atta colombica）的菌圃

菌圃（英文：Fungus garden）指的是由蚁科的芭切叶蚁（Atta）、顶切叶蚁（Acromyrmex）等培菌蚂蚁及白蟻科（Termitidae，俗稱高等白蚁 higher termite）部分物種培养的菌类農場， 这种菌圃通常包括但不限于細菌、真菌和杂菌等。

## 培菌農業歷史
大约在6800万至5500万前，开始出现以菌类为食的螞蟻物種。而蚂蚁通过切叶来喂养菌圃的行为則最早發生在1800年前。
白蚁大约在3000万年前與菌类共生。 部分白蚁在进化途中將胃中的一种微生物羣给进化掉了，这就導致它们无法消化木材，因此这类白蚁選擇了與菌类共生。 不同物種之间培养的菌种也有所不同。大白蚁菌圃的菌种主要为雞𭎂菇。而黑翅土白蚁的菌圃則具有8种细菌和12种真菌杂菌。